# Thuré
Thuré is een gemeente in het Franse departement Vienne (regio Nouvelle-Aquitaine) en telt 2512 inwoners (1999). De plaats maakt deel uit van het arrondissement Châtellerault.

## Geografie
De oppervlakte van Thuré bedraagt 43,2 km², de bevolkingsdichtheid is 58,1 inwoners per km².

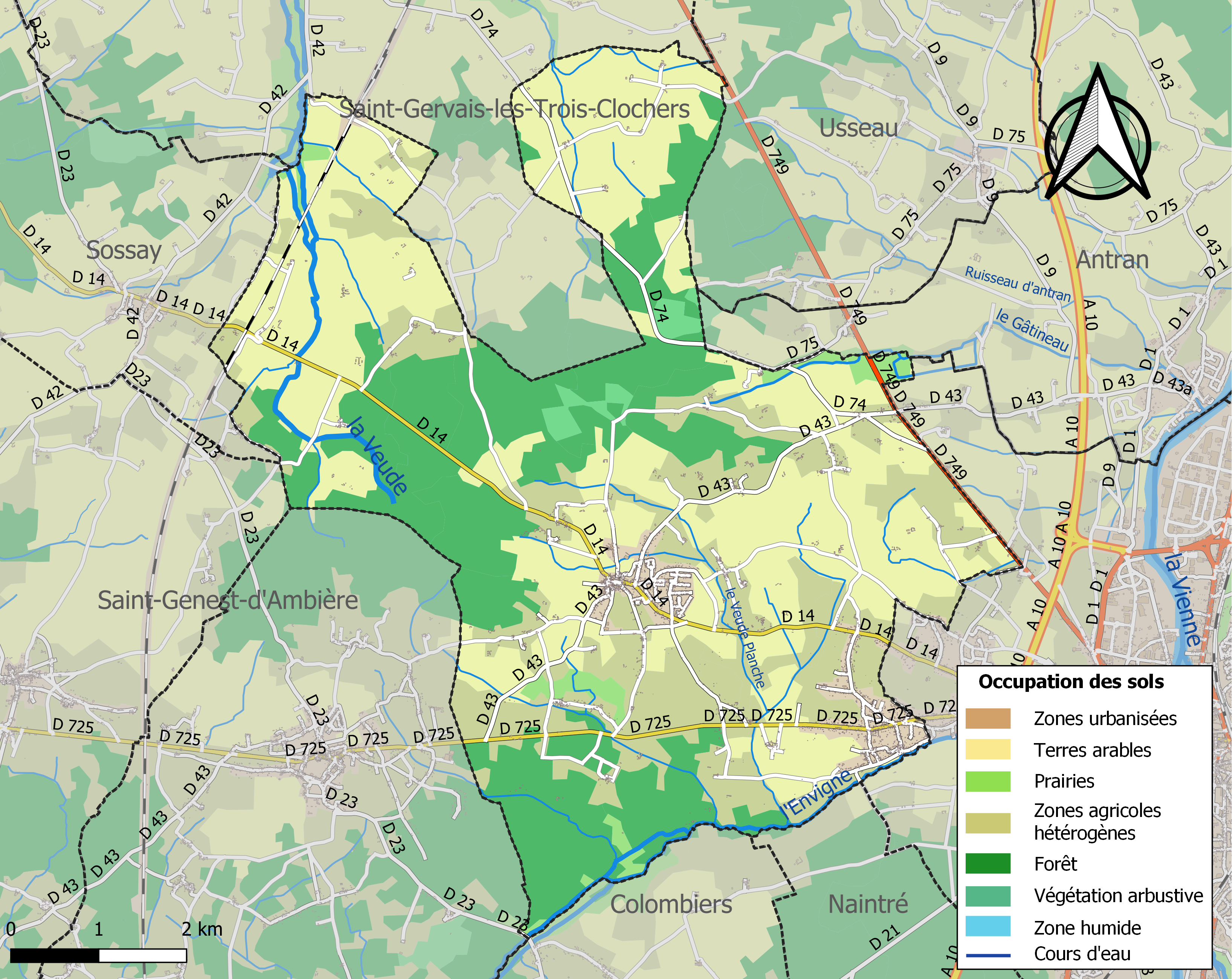
Kaart van de gemeente met de belangrijkste infrastructuur, bodemgebruik en omliggende gemeenten

## Demografie
Onderstaande figuur toont het verloop van het inwonertal (bron: INSEE-tellingen).